# Parlamentní volby v Kamerunu v roce 1970
Parlamentní volby v Kamerunu se konaly 7. července 1970. Byly to první volby od doby, kdy se země stala státem jedné strany. Od roku 1966 byl v Kamerunu jedinou legální stranou Kamerunský národní svaz, který vznikl sloučením Kamerunské unie a Kamerunské národní demokratické strany. V každém volebním obvodu předložila strana kandidátku, na které byl počet kandidátů shodný s počtem mandátů. Oficiální volební účast byla 94,83 %.

## Volební výsledky
| Politická strana                    | Hlasy     | %       | Mandáty |
| ----------------------------------- | --------- | ------- | ------- |
| Kamerunský národní svaz             | 2 926 224 | 100 %   | 50      |
| Celkem                              | 2 926 224 | 100 %   | 50      |
|                                     |           |         |         |
| Platných hlasů                      | 2 926 224 | 99,70 % |         |
| Neplatných hlasů                    | 8 699     | 0,30 %  |         |
| Celkem hlasů                        | 2 934 923 | 100 %   |         |
| Registrovaných voličů/volební účast | 3 094 886 | 94,83 % | .       |